# محمد رفعت
الشيخ محمد رفعت (من مواليد القاهرة في 9 مايو 1882 - 9 مايو 1950) قارئ قرآن مصري ويعد أحد أعلام هذا المجال البارزين. يلقبه محبوه «بقيثارة السماء». هو من افتتح بث الإذاعة المصرية سنة 1934م.

## الولادة والنشأة
الشيخ محمد رفعت ابن محمود رفعت ابن محمد رفعت (اسمه واسم ابيه وجده كلها مركبة). وقد ولد في يوم الإثنين 9 مايو 1882م بدرب الأغوات بحي المغربلين بالقاهرة، وفقد بصره صغيراً وهو في سن الثانية من عمره.
بدأ حفظ القرآن في سن الخامسة، عندما أدخله والده كُتّاب بشتاك الملحق بمسجد فاضل باشا بدرب الجماميز بالسيدة زينب وكان معلمه الأول الشيخ محمد حميدة وأكمل القرآن حفظا ومجموعة من الأحاديث النبوية، بعد ست سنوات شعر شيخه أنه مميز، وبدأ يرشحه لإحياء الليالي في الأماكن المجاورة القريبة. ودرس علم القراءات والتجويد لمدة عامين على الشيخ عبد الفتاح هنيدي صاحب أعلى سند في وقته ونال اجازته. توفي والده محمود رفعت والذي كان يعمل مأموراً بقسم شرطة الجمالية وهو في التاسعة من عمره فوجد الطفل اليتيم نفسه مسئولاً عن أسرته المؤلفة من والدته وخالته واخته واخيه «محرم» وأصبح عائلها الوحيد بعد أن كانت النية متجهة إلى الحاقه للدراسة في الأزهر، بدأ وهو في الرابعة عشر يحيي بعض الليالي في القاهرة بترتيل القرآن الكريم، وبعدها صار يدعى لترتيل القرآن في الأقاليم.

## عائلته
تزوج من الحاجة زينب من قرية الفرعونية بالمنوفية، ولديه أربعة أبناء أكبرهم محمد المولود عام 1909م وقد رافق والده فكان بمثابة سكرتيره ومدير أعماله، ثم أحمد الذي ولد عام 1911م وقد سار على درب والده فحفظ القرآن ودرس القراءات ونال الإجازة فيها، ثم ابنته بهية التي ولدت عام 1914م وتزوجت من عبده فرّاج، ثم ولد أصغرهم حسين عام 1920م وكان يقرأ لوالده الكتب، وقد توفاهم الله جميعاً.

## قراءة القرآن
تولى القراءة بمسجد فاضل باشا بحي السيدة زينب سنة 1918م حيث عين قارئا للسورة وهو في سن الخامسة عشرة، فبلغ شهرة ونال محبة الناس، وحرص النحاس باشا والملك فاروق على سماعه. واستمر يقرأ في المسجد حتى اعتزاله من باب الوفاء للمسجد الذي شهد ميلاده في عالم القراءة منذ الصغر. وافتتح بث الإذاعة المصرية سنة 1934م، وذلك بعد أن استفتى شيخ الأزهر محمد الأحمدي الظواهري عن جواز إذاعة القرآن الكريم فأفتى له بجواز ذلك فافتتحها بآية من أول سورة الفتح (إنا فتحنا لك فتحا مبينا)، ولما سمعت الإذاعة البريطانية بي بي سي العربية صوته أرسلت إليه وطلبت منه تسجيل القرآن، فرفض ظنا منه أنه حرام لأنهم غير مسلمين، فاستفتى الإمام المراغي فشرح له الأمر وأخبره بأنه غير حرام، فسجل لهم سورة مريم.

### خصائص تلاوته
كان الشيخ محمد رفعت ذا صوت جميل ببصمة لا تتكرر، وأسلوب فريد ومميز في تلاوة القرآن، كان يتلو القرآن بتدبر وخشوع يجعل سامعه يعيش معاني القرآن الكريم ومواقفه بكل جوارحه لا بأذنه فقط، فكان يوصل رسالة القرآن ويؤثر بمستمعي تلاوته. كان يبدأ بالاستعاذة بالله من الشيطان الرجيم والبسملة والترتيل بهدوء وتحقيق، وبعدها يعلو صوته، فهو خفيض في بدايته ويصبح بعد وقت ليس بالطويل غالبًا «عالياً» لكن رشيداً يمسُّ القلبَ ويتملكه ويسرد الآيات بسلاسة وحرص منه واستشعار لآيات الذكر الحكيم.
كان اهتمامه بمخارج الحروف كبيراً فكان يعطي كل حرف حقه ليس كي لا يختلف المعنى فقط بل لكي يصل المعنى الحقيقي إلى صدور الناس، وكان صوته حقاً جميلاً رخيما رنانا، وكان ينتقل من قراءة إلى قراءة ببراعة وإتقان وبغير تكلف. امتلك الشيخ محمد رفعت طاقات صوتية هائلة، جعلته يستطيع الانتقال بسلاسة شديدة بين المقامات في أثناء تلاوته للقرآن الكريم، ليس هذا فحسب، بل إنه امتلك القدرة على تراسل الحواس لدى المستمعين، فيعلم متى يبكيهم، ومتى يبهجهم من خلال آيات الترغيب والترهيب في كتاب الله عز وجل، فقد أوتي مزمارًا من مزامير داود، وإذا ما وضعنا جماليات الصوت جانبًا لننتقل إلى قوته، فان صوته كان قويًا لدرجة أنه يستطيع من خلاله الوصول لأكثر من 3 آلاف شخص في الأماكن المفتوحة.
كان محافظاً على صوته يتجنب نزلات البرد والأطعمة الحريفة ولا يدخن ولا يتناول طعام العشاء.

### المتأثرون بطريقته
يعد الشيخ أبو العينين شعيشع من المتأثرين بتلاوة الشيخ محمد رفعت وصوته شديد الشبه به حتى أن الإذاعة المصرية استعانت به لتعويض الانقطاعات في التسجيلات.
كما يعد الشيخ محمد رشاد الشريف مقرئ المسجد الأقصى من المتأثرين بقراءة الشيخ محمد رفعت. وفي العام 1943، استمع الشيخ محمد رفعت إلى محمد رشاد الشريف فقال عنه «إنني استمع إلى محمد رفعت من فلسطين» ، ورد له رسالة في العام 1944 معتبراً إياه بمثابة «محمد رفعت الثاني».

### نشر تلاواته
كانت معظم تلاوات الشيخ محمد رفعت بمسجد فاضل باشا في القاهرة يقصده الناس هناك للاستماع إلى تلاواته حتى الملك فاروق وكانت تبث الإذاعة المصرية حفلاته من هناك، وكان صيفاً يتلو القرآن في جامع المرسي أبو العباس في الإسكندرية. إضافة إلى تلاواته الحية على الهواء من دار الإذاعة المصرية التي تعاقدت معه من أول افتتاحها لا سيما في رمضان كان يتلو تلاوتين يومياً على الهواء فيما عدا يوم الأحد وكان يقرأ القراءة الأولى من الساعة التاسعة وحتى العاشرة إلا الربع مساءً والثانية من الساعة العاشرة والنصف وحتى الحادية عشرة والربع مساءً. أما تسجيلاته فكانت جميعها تقريباً من تسجيل أحد أكبر محبيه وهو زكريا باشا مهران أحد أعيان مركز القوصية في أسيوط وعضو مجلس الشيوخ المصري، والذي يعود له الفضل في حفظ تراث الشيخ رفعت الذي نسمعه حاليا، وكان يحب الشيخ رفعت دون أن يلتقي به، وحرص على تسجيل حفلاته التي كانت تذيعها الإذاعة المصرية على الهواء واشترى لذلك اثنين من أجهزة الجرامافون من ألمانيا، وعندما علم بمرض الشيخ رفعت أسرع إلى الإذاعة حاملاً إحدى هذه الأسطوانات، وطلب من مسؤولي الإذاعة عمل معاش للشيخ رفعت مدى الحياة، وبالفعل خصصت الإذاعة مبلغ 10 جنيهات معاش شهري للشيخ رفعت، ولكن الشيخ توفي قبل أن يتسلمه ، وتبرعت عائلة زكريا باشا بالأسطوانات لكي تنشر وقد حصل عليها ورثة الشيخ محمد رفعت بعد وفاة زكريا باشا مهران من زوجته ''زينب هانم مبارك'' فلولا هذه التسجيلات لفقد تراثه الا من 3 تسجيلات تحتفظ بها الإذاعة، ولم تكن لتلك الأسطوانات أثرها في حياة الشيخ فقط بل ''زكريا باشا'' المحب الذي سجل دون معرفة شخصية أو رؤية لـ''رفعت''، وقالت زوجة زكريا باشا: برغم نشاطات زوجي زكريا باشا نوران في الاقتصاد والمحاماة والسياسة والتأليف إلا أن اسمه لم يذكر إلا مقروناً بأنه الذي سجل مجموعة من التسجيلات للشيخ محمد رفعت.
وأوضحت السيدة هناء حسين محمد رفعت حفيدة الشيخ أن أبناء الشيخ رفعت ظلوا طوال حياتهم عاكفين على إعادة إصلاح ومعالجة هذه الأسطوانات، وأن والدها أهدى الإذاعة 30 ساعة بصوت الشيخ رفعت دون مقابل، وهي كل التراث الذي نسمعه حاليا للشيخ رفعت، مؤكدة أن الأحفاد يستكملون المسيرة ويحاولون إنقاذ 30 ساعة أخرى بصوت الشيخ رفعت لم تر النور بعد، ولم تصل إلى آذان محبيه، قائلة: «نقلنا كل الأسطوانات على هارد ديسك، واشتغلنا في كذا استوديو لإصلاحها وتنقيتها، ولكن بقدر إمكانياتنا الضعيفة، ونحتاج استوديوهات عالية التقنية وإمكانيات أكبر من طاقتنا لذلك توقفنا».

## شخصيته
ويروى عن الشيخ أنه كان رحيماً رقيقاً ذا مشاعر جياشة عطوفاً على الفقراء والمحتاجين، حتى أنه كان يطمئن على فرسه كل يوم ويوصي بإطعامه. ويروي أنه زار صديقا له قبيل موته فقال له صديقه من يرعى فتاتي بعد موتي؟ فتأثر الشيخ بذلك، وفي اليوم التالي والشيخ يقرأ القرآن من سورة الضحى وعند وصوله إلى (فأما اليتيم فلا تقهر) تذكر الفتاة وانهال في البكاء بحرارة، ثم خصص مبلغاً من المال للفتاة حتى تزوجت. كان زاهداً صوفي النزعة نقشبندي الطريقة يميل للناس الفقراء البسطاء أكثر من مخالطة الأغنياء فقد أحيا يوماً مناسبة لجارته الفقيرة مفضلاً إياها على الذهاب لإحياء الذكرى السنوية لوفاة الملك فؤاد والد الملك فاروق.
وكان بكّاءاً تبل دموعه خديه في أثناء تلاوته حتى انه انهار مرة وهو في الصلاة عندما كان يؤم المصلين يتلو آية فيها موقف من مواقف عذاب الآخرة. وكان ربانيّاً يخلو بنفسه يناجي الله داعياً إياه.

## مرضه ووفاته
أصابت حنجرة الشيخ محمد رفعت في عام 1943م زغطة أو فواق تقطع عليه تلاوته، فتوقف عن القراءة. وقد سبب الزغطة ورمٌ في حنجرته يُعتقد أنه سرطان الحنجرة، صرف عليه ما يملك حتى افتقر لكنه لم يمد يده إلى أحد، حتى أنه اعتذر عن قبول المبلغ الذي جمع في اكتتاب (بحدود خمسين ألف جنيه) لعلاجه على رغم أنه لم يكن يملك تكاليف العلاج، وكان جوابه كلمته المشهورة «إن قارئ القرآن لا يهان».
فارق الشيخ الحياة في 9 مايو عام 1950م وكان حلمه أن يُدفن بجوار مسجد السيدة نفيسة حتى تقرر منحه قطعة أرض بجوار المسجد فقام ببناء مدفنه عليه، وقد كان من عادته أن يذهب كل يوم اثنين أمام المدفن ليقرأ ما تيسر من آيات الذكر الحكيم.

## قالوا عن الشيخ محمد رفعت

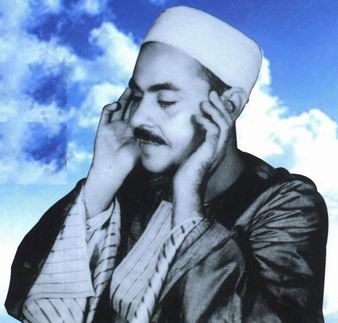
محمد رفعت

- وصفه الشيخ أبو العينين شعيشع بالصوت الباكي، كان يقرأ القرآن وهو يبكي، ودموعه على خديه.

- وحين سُئل الشيخ محمد متولي الشعراوي عن الشيخ محمد رفعت قال: «إن أردنا أحكام التلاوة فالحصريّ، وإن أردنا حلاوة الصوت فعبد الباسط عبد الصمد، وإن أردنا النفَس الطويل مع العذوبة فمصطفى إسماعيل، وإن أردنا هؤلاء جميعًا فهو محمد رفعت».[3]

- وعن صوت الشيخ محمد رفعت قال الشيخ محمد الصيفي: «رفعت لم يكن كبقية الأصوات تجرى عليه أحكام الناس.. لقد كان هِبة من السماء».[10]

- قال عنه الأديب محمد السيد المويلحي في مجلة الرسالة: «سيد قراء هذا الزمن، موسيقيٌّ بفطرته وطبيعته، إنه يُزجي إلى نفوسنا أرفَع أنواعها وأقدَس وأزهى ألوانها، وإنه بصوته فقط يأسرنا ويسحرنا دون أن يحتاج إلى أوركسترا».

- ويقول عنه أنيس منصور: «ولا يزال المرحوم الشيخ رفعت أجمل الأصوات وأروعها، وسرُّ جمال وجلال صوت الشيخ رفعت أنه فريد في معدنه، وأن هذا الصوت قادر على أن يرفعك إلى مستوى الآيات ومعانيها، ثم إنه ليس كمثل أي صوت آخر».

- ويصف الموسيقار محمد عبد الوهاب صوت الشيخ محمد رفعت بأنه ملائكي يأتي من السماء لأول مرة.

- وسئل الكاتب محمود السعدني عن سر تفرد الشيخ محمد رفعت فقال: كان ممتلئًا تصديقًا وإيمانًا بما يقرأ.

- أما علي خليل «شيخ الإذاعيين» فيقول عنه: «إنه كان هادئ النفس، تحس وأنت جالس معه أن الرجل مستمتع بحياته وكأنه في جنة الخلد، كان كيانًا ملائكيًّا، ترى في وجهه الصفاء والنقاء والطمأنينة والإيمان الخالص للخالق، وكأنه ليس من أهل الأرض».

- وقال شيخ الأزهر الأسبق مصطفى المراغي: «هو منحة من الأقدار حين تهادن وتجود، بل وتكريم منها للإنسانية».[5]

- وقال الإذاعيُّ محمد فتحي الذي كان يلقب بكروان الإذاعة: «استمع إلى الشيخ محمد رفعت وهو يرتل سورة يوسف لأن فن الترتيل عندنا بلغ القمة بل أعلى الذرىٰ من الأصالة والدقة وخاصة من الشيخ محمد رفعت تبلغ بك النشوةُ الفنية غايتَها وأنت محلّق مع المرتل في السماوات العلىٰ مع أحداث الرواية الإلهية.. يا له وهو يصور الإنسان تحت ضغط الغريزة الجامحة التي تكاد تجرف حتى النبيَّ (ولقد هَمّت به وهَمّ بها ) ثم استمع إليه وهو يرتل على لسان امرأة العزيز (هَيت لك ) مرة بفتح الهاء و(هِيت لك ) بكسر الهاء في المرة الثانية أداء عُلْويّ يسمو بالإنسان فوق نفسه».[5]

- وقال الشيخ أحمد الشرباصي: الشيخ محمد رفعت يعطينا معانٍ كانت غائبة عنا. وذكر علماء الموسيقى: أن صوت الشيخ محمد رفعت اجتمعت فيه كل مميزات الحنجرة العربية من الأنغام والأوتار الصوتية الخلاقة.[5] ونعته الإذاعة المصرية عند وفاته إلى المستمعين بقولها: «أيها المسلمون، فقدنا اليوم عَلَمًا من أعلام الإسلام».

- أما الإذاعة السورية فجاء النعي على لسان المفتي حيث قال: «لقد مات المقرئ الذي وهب صوته للإسلام»!!

## وصلات خارجية
- موقع الشيخ محمد رفعت
- تلاوات للشيخ محمد رفعت - موقع قراء القرآن الكريم